# Escuela Normal Domingo Faustino Sarmiento (Chivilcoy)
La Escuela Normal Domingo Faustino Sarmiento de Chivilcoy es uno de los establecimientos educativos más antiguos en la ciudad de Chivilcoy en la provincia de Buenos Aires. Contempla los siguientes niveles educativos: inicial, primario, secundario y terciario, conformando una unidad académica. Está ubicada en la Avenida José León Suárez 25 frente a la Plaza España. Se inauguró el 12 de abril de 1905, con la presencia del entonces Ministro de Justicia e Instrucción Pública de la Nación, Joaquín Víctor González.

## Historia
Fue la quinta escuela normalista creada en la provincia de Buenos Aires, después de los respectivos establecimientos de Mercedes, Bolívar, Tandil y San Nicolás de los Arroyos, y comenzó a funcionar en el inmueble ubicado en la intersección de la avenida Sarmiento y la calle Belgrano, donde con anterioridad tuvo su sede la Escuela n.º 2 y posteriormente allí desarrolló su labor pedagógica la Escuela n.º 1 “Domingo Faustino Sarmiento” que se demolió en el mes de abril de 1970.

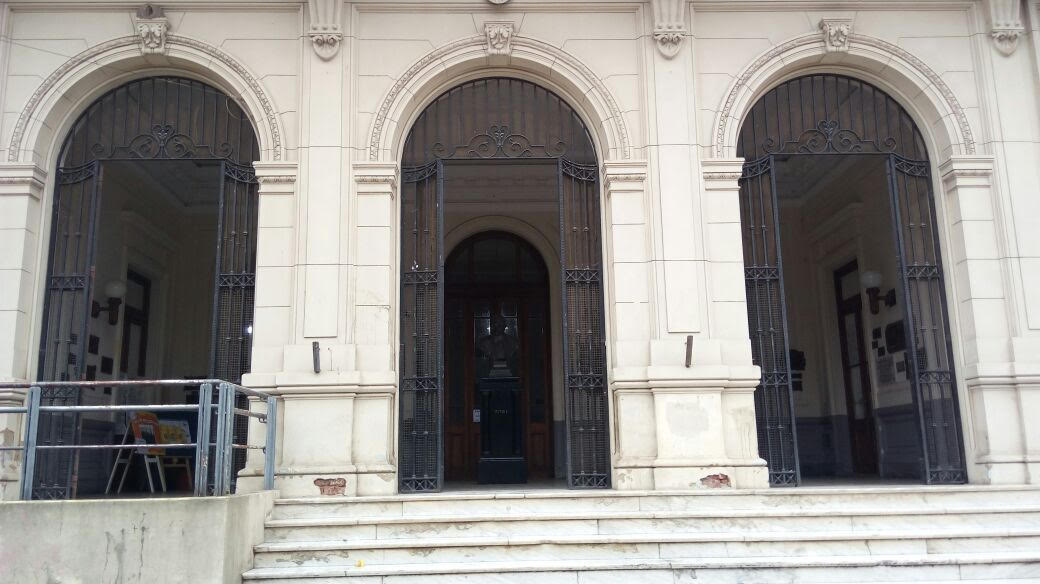
Entrada de la Escuela Normal.

El primer director del establecimiento fue el profesor Alejandro Mathus, nacido en San Juan el 6 de agosto de 1870 y fallecido el 6 de enero de 1921. Las clases comenzaron a dictarse el 5 de abril de 1905. En 1909, la municipalidad local efectuó la donación de una de las cuatro manzanas de la plaza España, para la futura construcción del edificio propio de dicho establecimiento.
La piedra fundacional se colocó el 9 de julio de 1909; luego se iniciaron los trabajos de construcción bajo la dirección del arquitecto Carlos Luchini, y en 1912 se realizó la habilitación del inmueble.
El 11 de septiembre de 1923 en el hall de entrada de la Escuela se descubrió un busto de Domingo Faustino Sarmiento, y el 18 de abril de 1925, como un testimonio de especial homenaje, se le impuso su nombre al establecimiento.
El 26 de abril de 1931 se crea la Asociación Cooperadora siendo su primer presidente Domingo Previde y que sigue vigente en la actualidad.
En tanto, el 11 de abril de 1940 se inauguró el mástil de la escuela, y en el mes de abril de 1950, se descubrió un busto del general José de San Martín y se procedió a plantar un pino de San Lorenzo.
Entre los años 1939 y 1944 fue profesor Normal en Ciencias y Letras el escritor Julio Florencio Cortázar (26 de agosto de 1914- 12 de febrero de 1984) quien realizó sus estudios primarios en la Escuela n.º 10 de Banfield, se formó como maestro normal en 1932 y profesor en Letras en 1935 en la Escuela Normal de Profesores Mariano Acosta. Había comenzando a estudiar filosofía en Universidad de Buenos Aires, aprobó su primer año pero decisión dejar la carrera y empezar a darle uso a su título de maestro. Empezó a dictar clases en Bolívar, Saladillo y luego en Chivilcoy.
En mayo de 1951 se creó el jardín de infantes, dependiente de la Escuela Normal mixta con una sola sección de niños de cinco años.
En el año 1973 se egresa la primera promoción de profesores para enseñanza primaria.
El 12 de abril de 1980, al conmemorarse el 75 aniversario del establecimiento se inauguró un busto de Joaquín V. González, bautizándose con su nombre el salón de actos de la Escuela.
El “Himno” del establecimiento, compuesto en 1961, pertenece al poeta, escritor y docente, profesor Domingo Zerpa (1909-1999), autor de la letra, y al compositor, director de bandas y orquestas y docente, profesor Pascual Antonio Grisolía (1904 -1983), creador de la música.

## Actualidad

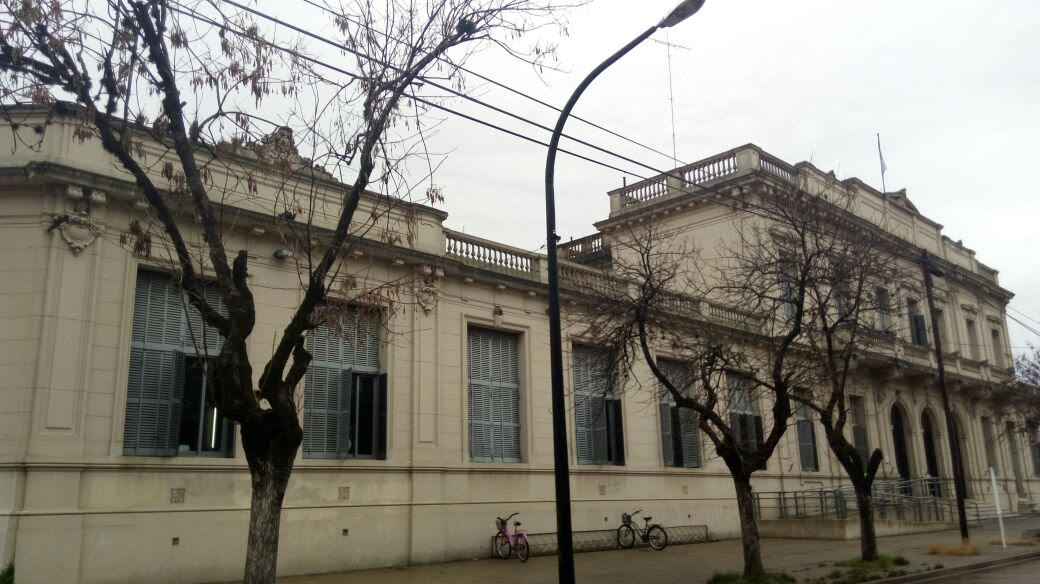
Frente de la Escuela.

En el edificio de la Escuela Normal funcionan cuatro instituciones dentro de una unidad académica: el jardín de Infantes N°916, la escuela primaria N°68, la secundaria N°5 y el Instituto de Formación Docente N°6. En total asisten aproximadamente 2000 alumnos, considerando todos los niveles educativos.
Las orientaciones de la escuela secundaria son: Ciencias Sociales, Ciencias Naturales y Lenguas Extranjeras.La oferta académica actual que posee el Instituto Superior de Formación Docente son los profesorados de Inicial, Primaria, Especial con orientación en discapacidad intelectual además de Historia, Geografía, Química, Física, Matemáticas, Literatura e Inglés. El profesorado cumple un rol regional importante ya que ayuda a cubrir la necesidad de docentes y profesores que existe en diversas áreas. Alrededor del 50% de la matrícula que asiste al Instituto provienen de ciudades y pueblos aledaños a Chivilcoy. Todas las carreras tienen una duración de 4 años.
En el año 2012 la Escuela Normal fue declarada Monumento Histórico y Cultural Nacional a través de un proyecto presentado por la Comisión de Educación presidida por Adriana Puiggrós (FPV).
La Escuela Normal junto a la Secretaría de Cultura y Educación de Chivilcoy organizaron algunas actividades para la celebración del cumpleaños número 100 de Julio Cortázar. Del acto desarrollado participaron autoridades municipales y se dio la presencia de Adelina Dematti de Alaye quien fue alumna de dicho escritor y Madre de Plaza de Mayo (Línea Fundadora).